# Carex chinensis
Carex chinensis är en halvgräsart som beskrevs av Anders Jahan Retzius. Carex chinensis ingår i släktet starrar, och familjen halvgräs.

## Underarter
Arten delas in i följande underarter:
- C. c. chinensis
- C. c. longkiensis